# Нешат, Али
Али Нешат (перс. علی نشاط‎; 1923, Тегеран — 1979, Тегеран) — иранский генерал времён правления шаха Мохаммеда Реза Пехлеви. В январе-феврале 1979 — последний командующий шахской гвардией. Активный противник Исламской революции. После её победы казнён по приговору Исламского революционного суда.

## Гвардейская служба
Родился в семье шахского чиновника. Среди предков Али Нешата был Мотамед ад-Даула Нешат Эсфахани — первый министр иностранных дел Ирана в начале 1820-х. По окончании офицерского училища Али Нешат поступил на службу в шахскую гвардию. Командовал бригадой личной охраны шаха Мохаммеда Реза Пехлеви. Считал за образец Бессмертных Древней Персии.
По долгу службы Али Нешат много ездил по стране, инспектируя военные гарнизоны. Сопровождал шаха в ходе международных контактов — на саммитах СЕНТО, при государственных визитах. От имени шаха приветствовал королеву Великобритании Елизавету II в Тегеранском аэропорту.
Отличался преданностью монарху (вплоть до бытовых деталей), был убеждённым сторонником политики Пехлеви. Со своей стороны, шах с особым доверием относился к начальнику охраны, проявлял с ним повышенную откровенность, передавал на хранение конфиденциальные документы, в том числе личного характера.

## Противник Исламской революции
В 1978 началась Исламская революция в Иране. Генерал Нешат выступал как её решительный противник. В январе 1979 шах Пехлеви назначил генерал-майора Али Нешата командующим гвардией (его предшественник генерал-лейтенант Абдол Али Бадреи стал во главе сухопутных войск).
Генерал Нешат призывал шаха действовать жёстче, организовать военно-политическое контрнаступление против исламистов. Он с возмущением сообщал шаху о низвержении его статуй в Тегеране и был крайне разочарован пассивностью Мохаммеда Реза Пехлеви. Он осуждал также назначение премьер-министром «склонного к уступкам» Шапура Бахтияра.
16 января 1979 Али Нешат сопровождал шаха в аэропорт при его отъезде из Ирана. 23 января под его командованием состоялся парад шахской гвардии. Солдаты и офицеры демонстрировали отличную боевую подготовку, вооружение и оснащение, скандировали «Да здравствует шах!». Выступая публично, генерал Нешат выразил уверенность в возвращении шаха и заявил о готовности гвардейцев сражаться за него. Перед возвращением в Иран аятоллы Хомейни генерал Нешат выступил за закрытие аэропортов и выдвинул гвардейские части на блокирование этих объектов. В то же время, по воспоминаниям генерала Аббаса Карабаги, в целом Нешат старался дистанцироваться от подавления протестов, ссылаясь на «особые функции» гвардейцев.
Шахская гвардия участвовала в уличных боях 9—11 февраля 1979. Гвардейцы атаковали тегеранскую авиабазу, курсанты и технический персонал которой присоединились к революции. Столкновение закончилось полным поражением гвардейцев: их численность и степень решимости стали несравнимы с противостоящей стороной после того, как восставшую авиабазу поддержали тысячи тегеранцев. Этот конфликт ускорил захват столицы революционными силами.

## Поражение и отказ
11 февраля 1979, после решения армейского руководства о нейтралитете в событиях, командование шахской гвардии отдало приказ отступить на место постоянного базирования в Лавизан.  Генерал Нешат резко изменил свою позицию. Выступив по радио, он заявил о признании и «солидарности с революцией».
Генерал Мохаммад Амин Биглари, вступивший в исполнение обязанностей командующего гвардией, и генерал Али Нешат объявили, что гвардейские подразделения под их командованием не покинут своих казарм с момента объявления нейтралитета армии. Через посредников из революционного лагеря Нешат пытался договориться о личной встрече с Хомейни, гарантируя полную лояльность гвардии в отношении восстания. Однако 12 февраля генерал Биглари был застрелен революционерами в своей резиденции в Тегеране. 
Шахская гвардия прекратила существование уже 11 февраля, 17 февраля была официально расформирована. Однако часть гвардейцев была интегрирована в новые вооружённые силы Ирана. По рассказу Ширин Нешат, дочери Али Нешата, ещё 12 февраля министр обороны революционного правительства контр-адмирал Ахмад Мадани предлагал её отцу назначение на высокий военный пост. Однако генерал Нешат категорически отказался, сославшись на присягу шаху и с презрением отозвался об «этих муллах», служить которым, по его понятиям, являлось недостойным (упоминание присяги может вызывать сомнения в свете поведения генерала 11 февраля, но Ширин Нешат представляет информацию как однозначно достоверную).

## Арест и казнь
Вскоре после этого Али Нешат был арестован. Содержался в тюрьмах Кума и Тегерана. В апреле Али Нешат предстал перед Исламским революционным судом. Обвинения формулировались обычным для исламско-фундаменталистской юстиции образом: «распространитель порчи на Земле», «изменник» и т. п. Председатель суда Садек Хальхали вынес смертный приговор.
11 апреля 1979 Али Нешат был расстрелян. Вместе с ним были казнены ещё несколько видных шахских военачальников и политиков — в том числе бывшие директора САВАК Хасан Пакраван и Насер Могадам, бывший министр иностранных дел Аббас-Али Халатбари, бывший мэр Тегерана Голям Реза Никпей.

## Частная жизнь
Али Нешат был женат, имел двух дочерей. Семейство Нешат поддерживало тесные отношения с представителями династии Пехлеви.
Свободно владел английским и французским. Увлекался спортом, имел призы на соревнованиях по стрельбе, верховой езде, фехтованию, плаванию.